# Astyanax jordanensis
Astyanax jordanensis es una especie de pez de agua dulce que integra el género Astyanax, de la familia Characidae, cuyos integrantes son denominadas comúnmente mojarras o lambaríes. Habita en ambientes acuáticos templado-cálidos del centro-este de Sudamérica. 

## Taxonomía
Esta especie fue descrita originalmente en el año 2009 por los ictiólogos brasileños Héctor Samuel Vera Alcaraz, Carla Simone Pavanelli & Vinicius de Araújo Bertaco.
Etimología
Etimológicamente, el nombre genérico Astyanax proviene de Astianacte, un personaje de la mitología griega que estuvo involucrado en la guerra de Troya; era hijo de Héctor y de Andrómaca, y nieto de Príamo, rey de Troya. El nombre específico jordanensis deriva del nombre de la cuenca del curso fluvial donde fue capturado el ejemplar tipo, la del río Jordão.
Características
Astyanax jordanensis posee una longitud de 7,6 mm. 

## Distribución geográfica y hábitat
Habita en cursos fluviales de aguas templado-cálidas en el centro-este de Sudamérica, correspondientes a la cuenca del Plata, en la subcuenca del río Alto Paraná, y de esta en la cuenca del río Iguazú, en el estado de Paraná (sudoeste), en el sudeste de Brasil. Específicamente se encuentra en los ríos das Torres y Jacu, pertenecientes a los sectores de la baja cuenca del río Jordão, el que a su vez corresponde a la cuenca del bajo río Iguazú.   
El Paraná es uno de los ríos formadores del Río de la Plata, el cual vuelca sus aguas en el océano Atlántico.
Ecorregionalmente esta especie es un endemismo de la ecorregión de agua dulce Iguazú.
Este río desciende desde la Serra do Mar hasta el Paraná formando rápidos, cascadas y cataratas, la mayor de todas son el conjunto denominado cataratas del Iguazú, de cerca de 80 metros de desnivel, en proximidades de su desembocadura. Estos accidentes fluviales han sido barreras infranqueables para las comunidades ícticas que viven en cada tramo, siendo especialmente determinante el gran salto ya citado, pues representó la imposibilidad de que la ictiofauna del río Paraná pudiese conquistar el resto del curso del Iguazú, lo que ha permitido que durante 22 millones de años se desarrollen y completen procesos de especiación, lo que se tradujo en una biocenosis notablemente rica en endemismos, los que alcanzan a componer, en el tramo medio del río, el 80 % del total de las especies presentes.
En el Iguazú, aguas arriba de las cataratas homónimas, habitan otras especies del género Astyanax: A. dissimilis, A. longirhinus, A. minor, A. serratus, A. ita, A. totae, A. varzeae, A. bifasciatus y A. gymnogenys. Ninguna de ellas habita en el curso del río Paraná.